# Jaume Magre i Tolrà

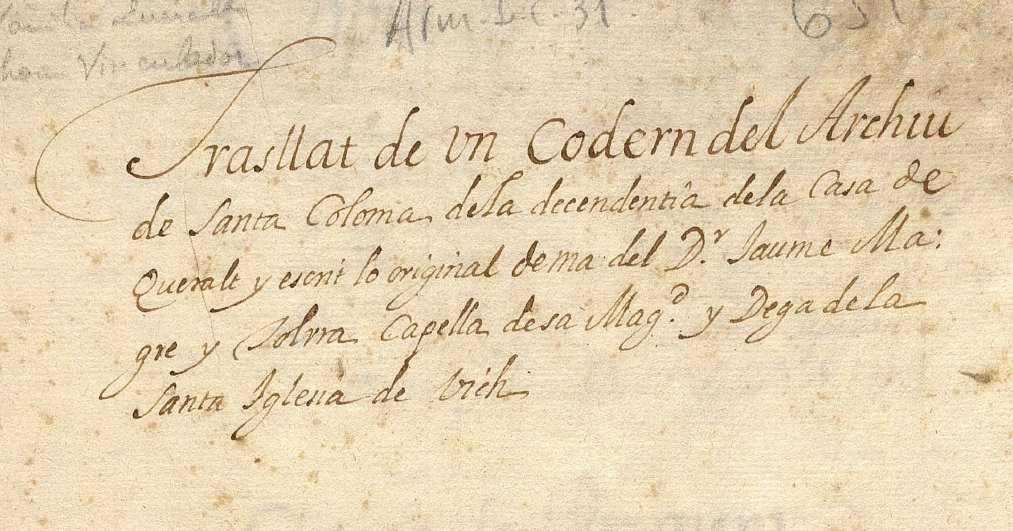
Coberta del manuscrit 'Decendentia de la Casa de Queralt", escrit per Jaume Magre el 1639

Jaume Magre i Tolrà (Cervera, finals de segle XVI. – Madrid, 7 de desembre de 1640) va ser un capellà català.
Després de doctorar-se en ambdós drets, el 1618 va ser nomenat capellà d’honor de la Capella Reial de Felip III de Castella, càrrec que també desenvoluparà, fins a la seva mort, durant el magnat de Felip IV de Castella (1621-1640).
En aquests darrers vint anys, ocupa responsabilitats destacades i participa d’afers importants. El 1624 és nomenat degà de la catedral de Vic; dos anys més tard, en la visita de Felip IV a Cervera (22-23 març de 1626), durant la qual el rei confirma les immunitats a l'església local i els privilegis a la ciutat, oficia una missa davant el monarca.
El 1632, Felip IV el proposa com a mestrescola de la Universitat de Lleida, sol·licitud que el papa Urbà VII no va confirmar fins a març de 1635 i que va esdevenir efectiu el 28 de juliol de 1636. No obstant això, Magre no es va desplaçar a Lleida fins al novembre d'aquell any. Durant la seva mestrescolia demana que els jesuïtes tornin a organitzar els estudis de gramàtica (1637).
En l'exercici del càrrec, es va enfrontar a un ambient cada vegada més conflictiu i marcat pels suborns en la concessió de les càtedres. La denúncia que en fa Magre provoca que Pau Duran, bisbe d'Urgell i visitador de l'Estudi, aprovi nous Estats per la Universitat. Aquestes modificacions, que provoquen noves tensions al centre, compten amb el suport de Dalmau III de Queralt, comte de Santa Coloma, i des de febrer de 1638 virrei de Catalunya.
De fet, des de l'estiu de 1637 es registren trenta-cinc cartes enviades per Magre al comte de Santa Coloma. Entre el juliol de 1639 i el gener de 1640, el capellà s'allotja al palau-castell dels Queralt, on instrueix a Lluís de Queralt i d’Alagó i escriu l’obra Descendèntia de la Casa dels Queralt (sobre les gestes del llinatge). Durant aquests mesos envia cartes xifrades amb el virrei Dalmau, fet que inclina a pensar que tractaven assumptes polítics confidencials. El març de 1640, també s'està cartejant amb el marquès de Leganés.
A causa del Corpus de Sang, Magre es va exiliar a Madrid, on va morir el 7 de desembre de 1640.